# Kiloleli (Busega)
Kiloleli è una circoscrizione rurale (rural ward) della Tanzania situata nel distretto di Busega, regione del Simiyu. Conta una popolazione di 19 396 abitanti (censimento 2012).